# Sénégal aux Jeux olympiques d'hiver de 1994
La participation du Sénégal aux Jeux olympiques d'hiver de 1994 à Lillehammer en Norvège, constitue la troisième participation du pays à des Jeux olympiques d'hiver. La délégation sénégalaise est représentée par un seul athlète, Lamine Guèye en ski alpin, également porte-drapeau du pays lors de la cérémonie d'ouverture de ces Jeux.
Le Sénégal ne remporte aucune médaille durant ces Jeux olympiques, son seul sportif inscrit ne termine pas l'épreuve de Descente.

## Résultats

### Ski alpin
Homme
| Athlète      | Épreuve  | Final    | Final    | Final    | Final | Final |
| Athlète      | Épreuve  | Manche 1 | Manche 2 | Manche 3 | Total | Rang  |
| ------------ | -------- | -------- | -------- | -------- | ----- | ----- |
| Lamine Guèye | Descente | DNF      | DNF      | DNF      | DNF   | DNF   |

## Médailles
|         | Médaille d'or | Médaille d'argent | Médaille de bronze | Total |
| ------- | ------------- | ----------------- | ------------------ | ----- |
| Sénégal | 0             | 0                 | 0                  | 0     |